# 地方書
地方書（じかたしょ）は、江戸時代の地方支配（所領支配）に関する手引書。
民政・農政・検地・年貢・助郷・普請など所領支配に関する規則・取締・慣例・裁決などを採録している。

## 概要
江戸時代中期における一揆の頻発や幕政改革や藩政改革の影響で民政・農政に対する関心が高まり、そうした状況を背景に多くの地方書が作成されて地方役人（じかたやくにん）や村役人が職務の参考として読んだ。主に、写本として流布した場合が多い。
内容的には現在でいう農政学・農業工学に関わるテーマを含んでいる。これに類した書で広義の地方書にあたるものに地方算法書（じかたさんぽうしょ）がある。
これは、年貢計算や検地・普請の実施に必要な算術について書かれた書であり、公正な民政・農政の遂行のために重んじられ、地方書に組み込まれたものもあった。

## 主な地方書
- 『地方の聞書』（大畑才蔵・全1巻・元禄年間（1688 - 1704年））
- 『地方落穂集』（武陽隠士泰路・全48巻・1763年（宝暦13年））
- 『地方凡例録』（大石久敬・全11巻・1792年（寛政4年））
- 『田園類説』（小宮山昌世・享保年間（1716 - 36年））
- 『地方根元記』（木村荊雲・全1巻・1789年（寛政元年））
- 『田園地方紀原』
- 『民間省要』（田中丘隅・全3編15巻・1721年（享保6年））
- 『勧農或問』（藤田幽谷・全2巻・1799年（寛政11年））
- 『算法地方大成』
- 『算法地方指南』
- 『農政座右』（小宮山昌秀（楓軒）・全4巻・1829年（文政12年））